# Republica Rusă
Republica Rusă este numele statului ce a administrat teritoriul Imperiului Rus de-a lungul anului 1917. Republica a fost proclamată oficial prin hotărârea Guvernului Provizoriu de la 1/14 septembrie 1917, care aborda problema sistemului politic al țării, motiv pentru care fusese aleasă Adunarea Constituantă. Cu toate acestea, întreaga perioadă începând cu abdicarea țarului Nicolae este considerată a fi perioada Republicii Ruse. 
Adunarea Constituantă pan-rusă a confirmat numele de „Republica Rusă” din legea pământului, după care proclama Rusia republică federală democratică (cu puțin timp înainte Comitetul Executiv Bolșevic proclamase Rusia Sovietică Federală. Sintagma „Republica Rusă” se găsește în Constituția din 1918, de două ori (articolul 10 și articolul 20), o singură dată „Republica Sovietică Rusă” (articolul 2), iar în celelalte cazuri Rusia era în acest document denumită „Republica Sovietică Federală Socialistă Rusă”.

## Aparatul de stat
Conducerea Republicii Ruse consta din organe provizorii ale puterii de stat.
- Guvernul Provizoriu era organul suprem al puterii executive. El era gândit să conducă țara până la convocarea Adunării Constituante. Șefii guvernului au fost prințul Gheorghi Lvov (14 martie-6 august 1917) și Alexandr Kerenski (6 august - 25 octombrie 1917). Guvernul Provizoriu a fost înlăturat în urma Revoluției din Octombrie 1917;

- Sfatul Provizoriu al Republicii Ruse era un parlament provizoriu, conceput inițial pentru a juca rol legislativ înainte de convocarea Adunării Constituante, rămânând mai târziu doar organ consultativ al Guvernului Provizoriu. Președintele său era N.D. Avksentiev⁠(d). El a fost dizolvat de către Consiliul Comisarilor Poporului.

Guvernul Provizoriu era format dintr-o serie de comisii, în care erau elaborate proiectele pentru viitorul aparat de stat al Rusiei, inclusiv noua constituție. Practic, se păstrau toate instituțiile Imperiului Rus, în special Senatul Dirigent, dizolvat mai târziu de către bolșevici prin Decretul asupra instanțelor nr. 1⁠(d).

## Istoria

### Revoluția din Februarie
Din ianuarie 1917, Petrogradul a cunoscut un val de greve și mișcări politice, la 9 ianuarie (200 de mii de greviști), 14/27 februarie, 17 februarie/2 martie. Acesta a fost începutul tranziției de la întrunirile muncitorești din fabrici la mitinguri masive de stradă și luptă politică deschisă.

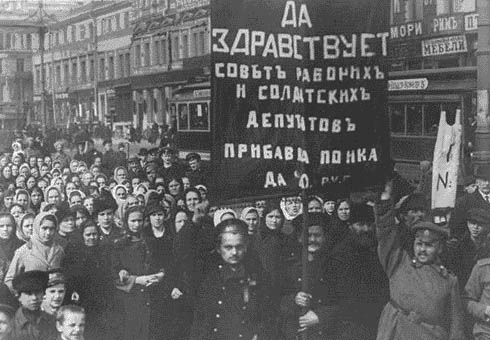

La 23 februarie/8 martie, la Petrograd au început mitinguri și greve în care se scanda „Jos războiul!”, „Jos dictatura!”, „Pâine!”, și în curând au degenerat în revolte de masă. Greva a 90 de mii de muncitori și mitingurile politice au început să se transforme într-o demonstrație generală politică împotriva autorității monarhului rus.
În perioada 24-25 februarie, a început greva generală care a cuprins 240 de mii de muncitori. Petrogradul a fost declarat în stare de asediu, prin decretul țarului Nicolae, iar lucrările dumei au fost oprite. Armata a pătruns în oraș, dar soldații au început să refuze să tragă în muncitori.
La 26 februarie/11 martie 1917, coloanele de demonstranți au ajuns în centrul orașului. Au avut loc mai multe ciocniri cu poliția, și spre seară, forțele de ordine au înlăturat demonstranții din  centrul orașului.
La 27 februarie/12 martie, greva generală s-a transformat într-o revoltă armată, numai din depozitele de artilerie din Petrograd muncitorii luând 40 de mii de puști și 30 de mii de revolvere. În dimineața zilei de 27 februarie, a început revolta batalionului Volînski⁠(d) cu 600 de persoane. Comandantul a fost ucis. Revoltei acestui batalion s-au alăturat și cel lituanian⁠(d) și regimentul Schimbarea la Față.
Greva generală s-a transformat intr-o revoltă armată, soldații au trecut în masă de partea rebelilor și s-a ajuns la 66.700 de soldați rebeli, care au ocupat cele mai importante poziții din oraș, inclusiv clădirile guvernamentale, arestând membrii guvernului. (În dimineața de 27 februarie, de soldații rebeli erau 10 mii, în timpul zilei — 26 de mii și seara — 66 de mii, a doua zi — 127 de mii, la 1 martie — 170 de mii, adică toată garnizoana Petrograd.) Duma s-a văzut obligată să aleagă dacă aderă la revoltă și încearcă să o calmeze, sau dispare împreună cu țarismul. S-a înființat Comitetul Provizoriu al dumei de Stat , prezidat de octombristul⁠(d) M. Rodzeanko⁠(d) în noaptea de 28 februarie, care a anunțat că ia inițiativa de constituire a unui nou guvern.
Concomitent, în Palatul Taurida, s-a înființat Sovietul de la Petrograd condus de. N.S. Ciheidze⁠(d) și A. F. Kerenski.
La 2/15 martie, Nicolae al II-lea a abdicat pentru sine și pentru fiul său, în favoarea lui Mihail Alexandrovici, dar Mihail nu a îndrăznit să ia puterea, deoarece nu dispunea de nicio forță reală și a transmis toată puterea Guvernului Provizoriu, până la convocarea Adunării Constituante, care trebuia să decidă cu privire la forma de guvernare. Amânarea a dus la punerea în discuție a formei de guvernare, Adunarea Constituantă având și opțiunea revenirii la monarhie. Comitetul Provizoriu al Dumei de Stat a format guvernul provizoriu condus de prințul Lvov, care a fost înlocuit de socialistul Kerenski. Guvernul provizoriu a anunțat alegeri pentru Adunarea Constituantă.
Anterior, fusese ales și Sovietul deputaților și soldaților din Petrograd. La 1/14 martie — sovietul de la Petrograd a emis Ordinul nr. 1⁠(d): „pentru democratizarea armatei”. Prin acest ordin, Sovietul își trecea garnizoana de la Petrograd în subordinea sa și priva Comitetul Dumei de posibilitatea de a folosi armata în avantajul său. Țara avea două guverne.
În primele săptămâni ale revoluției din februarie, au fost lichidate comitetele de cenzură a presei și de control al poliției și jandarmilor. S-au abolit funcțiile de conducere și instituțiile au fost înlocuite de comisarii Guvernului Provizoriu.

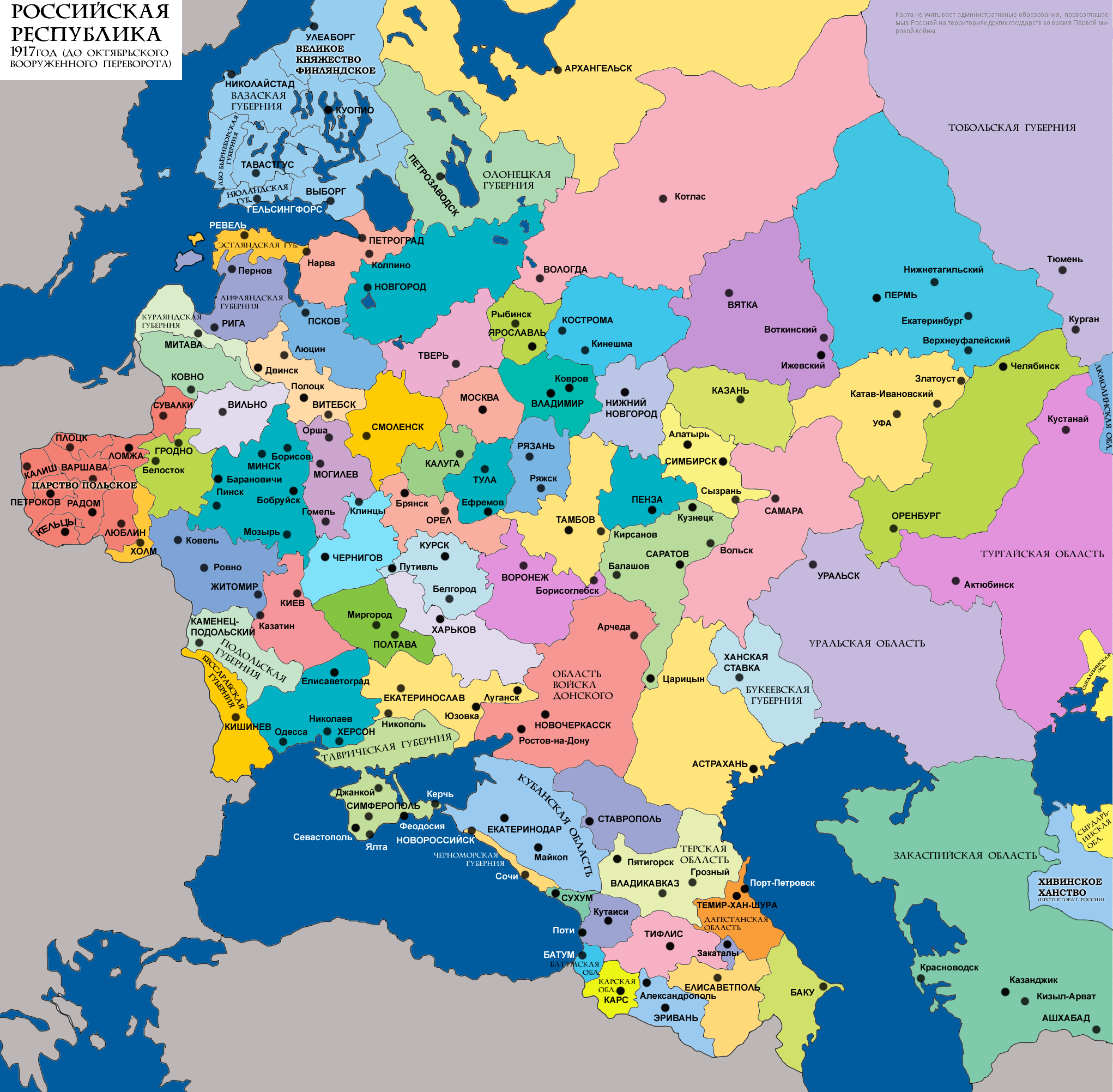
Provinciile vestice ale Republicii Ruse

La 3/16 martie, noul ministru al justiției Kerenski a avut o întrevedere cu membrii Sovietului de la Petrograd, cărora le-a prezentat programul de activitate al ministerului pentru viitorul apropiat: revizuirea legislației penale, civile, judecătorești și administrative. A fost declarată „deplină egalitate în drepturi a populației evreiești”, iar femeile au primit drepturi politice. În continuare a fost stabilită comisia specială de anchetă pentru a investiga și a judecat foști ofițeri și civili. În urma activității comisiei, în special, a fost condamnat de Senat la muncă silnică pe viață generalul V. Suhomlinov⁠(d), fostul ministru de război, găsit vinovat de nepregătirea armatei ruse pentru război. Cei mai mulți dintre inculpații din cadrul anchetei au fost eliberați din lipsă de probe. 

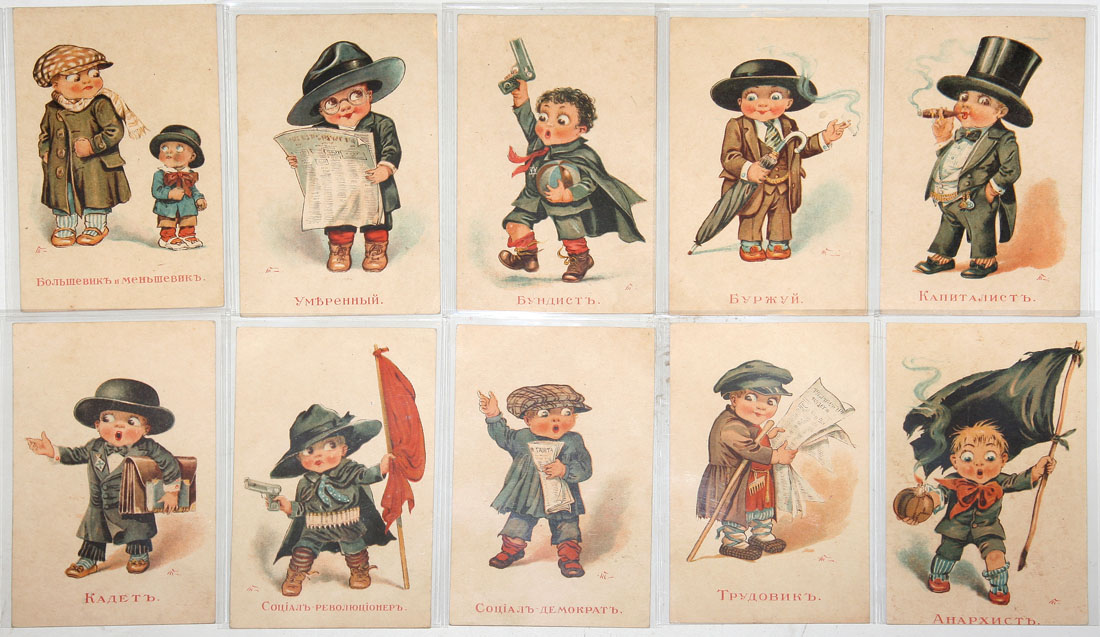
Cărțile poștale ale artistului V. Taburin „Copiii politici”. Anul 1917.

La 2/15 martie 1917 Kerenski a emis decretul prescriptive procurorilor țară eliberarea tuturor deținuților politici (și a le transmite felicitări în numele noului guvern).
La 6/19 martie, în Rusia a fost declarată amnistia deținuților politici. Cu toate acestea, au cerut eliberarea și condamnați pentru infracțiuni de drept comun (o parte au fost eliberați fără ordin de la Petrograd), și în țară a izbucnit un nou val de revolte. În cele din urmă, la 17/30 martie, guvernul provizoriu a emis un decret „privind ameliorarea situației persoanelor care au comis infracțiuni de drept comun”. Conform lui, au fost eliberate imediat persoanele condamnate la termeni de încarcerare mici, condamnările la muncă silnică au fost reduse la jumătate, iar pedeapsa cu moartea comutată la 15 ani de muncă silnică. Din 104,7 mii de deținuți de la 1 martie 1917, a fost eliberați de peste 88 de mii de oameni, din care deținuți politici erau doar 5,7 mii. Rezultatul a fost un val de criminalitate, căreia miliția, înființată în grabă în locul poliției profesioniste, nu a putut să-i facă față. Astfel, la Moscova, în primăvara anului 1917, au fost înregistrate peste 20 de mii de infracțiuni. În anul 1916, în aceeași perioadă, nu fuseseră mai mult de 3,7 mii.
La 25 martie, guvernul provizoriu a emis legea monopolului pâinii. Potrivit lui, „toată cantitatea de pâine, alimente și furaje din recolta din anul anterior, 1916 și recolta anului 1917, minus stocul necesar de hrană pentru proprietar, este la dispoziția statului pentru a fi vândut la prețuri mici și se poate vinde doar prin intermediul statului”.

### Criza din aprilie
La 18 aprilie/1 mai 1917, guvernul provizoriu a înaintat aliaților Rusiei o notă semnată de ministrul afacerilor externe P. Miliukov, în care se infirmau zvonurile că Rusia ar fi intenționat să încheie pace separată. În notă se vorbea despre „încercarea de a aduce războiul mondial la un sfârșit decisiv”. La 20 aprilie, când a fost publicată această notă, la Palatul Mariinski⁠(d), unde își avea sediul guvernul interimar, au venit mai multe unități militare cu pancarte „Jos Miliukov!”, „Miliukov demisia”. 
În 20 și 21 aprilie au avut loc demonstrații ale susținătorilor guvernului provizoriu, cu lozinci „Încredere în Miliukov”, „trăiască guvernul provizoriu”. La 21 aprilie a fost organizată o demonstrație a soldaților cu lozinci „Jos războiul!”, „Jos guvernul provizoriu”, „Toată puterea la Soviete!”. Manifestanții i-au atacat pe susținătorii guvernului, atacuri soldate cu morti și răniți.
La 29 aprilie/12 mai 1917, a demisionat ministrul de război A. Gucikov⁠(d), iar la 2 mai, sub presiunea altor membri ai guvernului provizoriu, a demisionat și Miliukov. Prima criza guvernamentală a guvernului grovizoriu s-a încheiat cu formarea la 5 mai 1917 a unui guvern de coaliție, cu participarea Partidelor Socialist Revoluționar și Menșevic, în fruntea căruia era tot Lvov.

### Mai–iunie 1917
În luna mai 1917, Rada Centrală ucraineană a cerut guvernului provizoriu să ofere Ucrainei o largă autonomie și să înființeze unități militare ucrainene. Guvernul a pierdut controlul asupra situației în regiune. Comitetele executive ale consiliilor locale impuneau impozite arbitrare, și interziceau exportul anumitor produse din localitățile lor. La 17 mai, Consiliul Muncitorilor și soldaților din Kronstadt au hotărât să înlocuiască toți reprezentanții guvernului provizoriu din Kronstadt cu reprezentanții lor, iar cu restul de Rusia să comunice prin Sovietul de la Petrograd.
În luna mai 1917, guvernul provizoriu a organizat Ministerul Alimentației, care a fost condus de publicistul A. V. Peșehonov⁠(d)  din 5/18 mai 1917 până la 25 septembrie/8 octombrie 1917. El a căutat să pună în aplicare monopolul pâinii. Dar încercările de creare a unei evidențe a surplusului nu a avut rezultate vizibile din cauza rezistenței (uneori și cu forța) opusă de populație.
În armată, disciplina militară s-a evaporat. Întregi unități renunțau la executarea ordinelor. Comandanții nedoriți erau schimbați de subordonați și dați afară. A început fraternizarea cu inamicul. Noul ministru de război A. F. Kerenski a vizitat unitățile militare și le-a cerut soldaților să-și facă datoria.

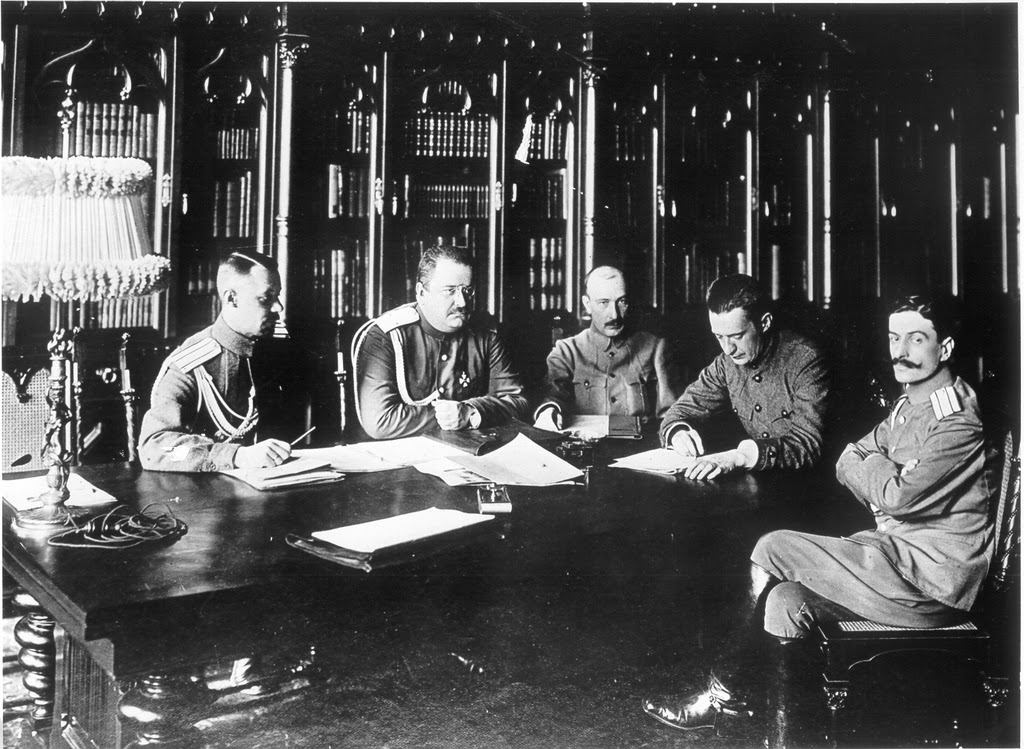
Ministrul de război Kerenski cu adjuncții săi. De la stânga la dreapta: colonelul V. L. Baranovski, general-maiorul G. A.,, A. F. Kerenski și colonelul.

La 3/16 iunie 1917 s-a deschis primul congres al tuturor sovietelor deputaților muncitorilor și soldaților. În pofida propunerilor bolșevicilor de a transfera puterea Sovietelor, Congresul a adoptat o rezoluție care sprijină guvernul provizoriu și războiul până la victorie.
La 7/20 iunie 1917, guvernul interimar a decis să evacueze anarhiștii care ocupau fără autorizație reședința de vară a fostului ministru țarist de la Durnovo, la marginea Petrogradului. În această vilă a fost stabilit sediul a mai multor cluburi muncitorești și instituții sindicatelor din zona Vîborg. În replică, la 8/21 iunie 1917 au intrat în grevă 29 de fabrici din Petrograd. Comitetele Central și din Petrograd ale bolșevicilor au chemat la un miting la 10/23 iunie 1917 muncitori și soldați pentru ținerea de discursuri. Congresul Sovietelor a interzis însă această demonstrație cu o zi înainte de a fi ținută. 
La 14/27 iunie 1917, Congresul Sovietelor a adoptat decizia privind desfășurarea la 18 iunie/1 iulie 1917 a unei demonstrații în sprijinul Guvernului Provizoriu. Cu toate acestea, la demonstrație, la care au participat aproximativ 500 de mii de persoane, susținătorii bolșevicilor au purtat lozinci „Toată puterea la Soviete!”, „Jos 10 miniștri-capitaliști!”, „Pâine, pace, libertate!”. Aceste lozinci au dominat demonstrațiile de la Moscova, Minsk, Ivanovo, Tver, Nijni Novgorod, Harkov și alte orașe.
La 18 iunie, anarhiștii din Durnovo au demonstrat la închisoarea în care se aflau mai multe persoane arestate pentru activități antiguvernamentale. La cererea acestora, șapte arestați au fost eliberați și au mers la vila Durnovo. Ca răspuns la aceasta, în dimineața zilei de 19 iunie/2 iulie 1917, vila a fost capturată de trupele guvernamentale și 60 de persoane au fost arestate. Printre cei arestați se numărau marinarul kronstadtean Jelezneakov⁠(d) și din această cauză, „republica” Kronstadt a cerut ministrului justiției eliberarea persoanelor arestate, amenințând să se mute de la Petrograd, cu arma în mână.
De la sfârșitul lunii aprilie 1917 era programată o mare ofensivă a armatei ruse. Procesul de descompunere al armatei a făcut imposibilă începerea operațiunilor la data stabilită. Aceasta a fost amânată pentru sfârșitul lunii iunie. După întâlnirea cu comandanții de pe fronturi , comandantul suprem, generalul M. V. Alekseev⁠(d) a semnat la 30 martie/12 aprilie 1917 directiva nr. 2647 cu privire la pregătirea ofensivei. La 22 mai/4 iunie 1917, la insistența ministrului armatei și marinei, Kerenski, guvernul interimar l-a îndepărtat din funcția de comandant suprem al armatei pe generalul Alekseev, înlocuindu-l cu generalul Brusilov. Ofensiva în direcția Lemberg din zonele Złoczew și Brzeżany a început 16/29 iunie 1917. Primele două zile au adus un succes tactic parțial, dar apoi s-a oprit ofensiva. Trupele au început să pună ordinele în discuție și au refuzat să continue ofensiva. În cele din urmă, în ciuda superiorității semnificative din punct de vedere tehnologic și uman, ofensiva nu a reușit și a fost întreruptă la 20 iunie.

### Iulie
La 2 iulie, guvernul interimar, după negocieri cu Rada Centrală ucraineană, a luat hotărârea de a numi ca organ suprem pentru controlul chestiunilor de frontieră în Ucraina, un organism special — secretariatul, a cărui componență urma să fie definită de guvern prin acordul cu Rada Centrală. S-a promis și formarea unor unități militare exclusiv ucrainene. La această soluție s-au opus categoric membrii guvernului Provizoriu din Partidul Cadeților — A. I. Șingariov⁠(d), D. I. Șahovskoi⁠(d), A. A. Мануйлов⁠(d) și V. A. Stepanov⁠(d). Ei au demisionat.
La 3 iulie, pe străzile din Petrograd au apărut persoane înarmate cu mitraliere. Muncitorii de la mai multe fabrici au intrat în grevă. În seara acestei zile, la Palatul Taurida, unde se întrunea Sovietul de la Petrograd, a ajuns Regimentul 1 Mitraliere cu pancarte „Jos miniștrii-capitaliști!” și detașamente armate muncitorești din Garda Roșie. Cinci mii de soldați și muncitori au ajuns la vila Kșesinska⁠(d), unde își aveau sediul Comitetul Central și cel din Petrograd al partidului bolșevic⁠(d).

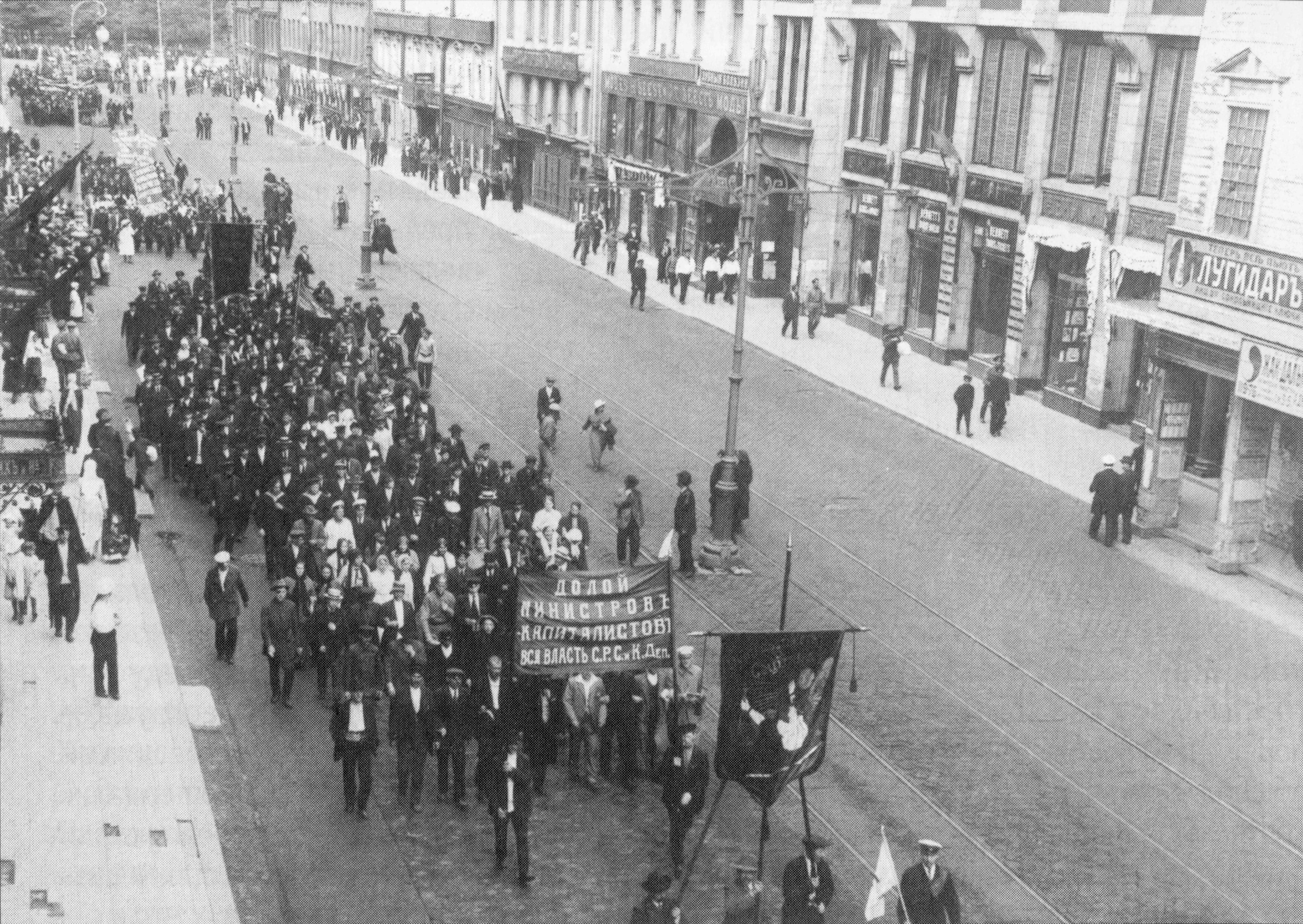
Demonstrație în iulie 1917 la Petrograd

La 4 iulie, la Palatul Taurida continuau să fie prezenți soldați și muncitori. Lor li s-au alăturat grupuri mari (de până la 10 mii de persoane), înarmate cu un detașament de bolșevici și marinari anarhiști sosiți din Kronstadt. Aceasta nu a oprit mitingurile din fața vilei Kșesinska, de la al cărei balcon își țineau discursurile bolșevicii. În această zi, în fața demonstranților a vorbit și V. I. Lenin, urgent sosit în dimineața zilei de 4 iulie, la Petrograd, din Finlanda, unde se refugiase.
A început ciocnirile armate cu trupele fidele Guvernului Provizoriu. Una dintre circumstanțele care au perturbat starea de spirit a soldaților a fost publicarea, la 5 iulie, în ziarul Jivoe Slovo a informație despre finanțarea bolșevicilor de către autoritățile germane.
Până la 6/19 iulie 1917, vila Kșesinska, vila Durnovo și cetatea Petru și Pavel au fost curățate de bolșevici, soldați și marinari kronstadteni. A fost înființată o comisie specială de anchetă. Au fost găsiți răspunzători pentru protestele anti-guvernamentale V. I. Lenin, G. E. Zinoviev, L.D. Troțki, A.V. Lunacearski, A. M. Kollontai, M.⁠(d) Kozłowski, F. F. Raskolnikov, S. Roșal⁠(d), I. Hanețki⁠(d) și alți bolșevici. Lenin a reușit, totuși, să scape de arestare.
La 8 iulie, a demisionat șeful Guvernului Provizoriu, E. Lvov, care se opunea unor propuneri ale miniștrilor socialiști (socialiști-revoluționari și menșevici) privind proclamarea imediată a republicii și socializarea proprietății funciare. Șef al guvernului a devenit A. F. Kerenski.
În mijlocul crizei din iulie, dieta finlandeză a proclamat independența Finlandei față de Rusia în afacerile interne și a limitat competența guvernului provizoriu la probleme militare și de politică externă. La 12/25 iulie 1917, Dieta a expediat Guvernului Provizoriu o adresă prin care cerea recunoașterea „drepturilor inalienabile ale Finlandei”. În replică, la 18/31 iulie 1917, guvernul provizoriu a  desființat Dieta și a convocat noi alegeri.
La 6/19 iulie 1917, trupele austro-germane au contraatacat din zona Złoczew către Тarnopol și au străpuns frontul Armatei a XI-a⁠(d), ceea ce a dus la plecarea armatelor a VII-a⁠(d) și a VIII-a⁠(d). Trupele austro-germane, întâlnindu rezistență redusă, au înaintat și la 15/28 iulie 1917 trupele rusești s-au oprit pe linia de Brodî, Zbaraj, râul Zbruci. Pierderile pe frontul sud-vestic, morți, răniți și prizonieri, s-au ridicat la 1968 ofițeri și 56361 de soldați.
La 12/25 iulie 1917, a fost restabilită pedeapsa cu moartea pe front. La 19 iulie/1 august 1917, Kerenski a numit un nou comandant al armatei — generalul L.G. Kornilov.
La 25 iulie/7 august 1917 s-a format o nouă coaliție și un nou guvern provizoriu.

### Conferința de Stat de la Moscova
În 13-15/28 august 1917, la Moscova a avut loc așa-numita Conferință de Stat. La eveniment au participat reprezentanții Comitetului Ccentral Executiv al Sovietelor Muncitorilor și Soldaților⁠(d), reprezentanți ai Consiliilor Țărănești și membri ai Dumei de Stat, toate cele patru legislative, reprezentanții orașelor și administrațiilor zemstvelor, ai organizațiilor industriale și de comerț, societăților și organizațiilor agricole și ale proprietarilor de terenuri, ai universităților și altor instituțiile de învățămînt superior, organizațiilor, sindicatelor, cooperativelor și organizațiilor naționale.
În puține rapoarte de la reuniune nu se discutau despre diferitele manifestări ale crizei, în care se vorbea despre evenimentele din iunie-iulie, mai ales după eșecul de pe front. Impactul vizibil provocat de discursul atamanului cazacilor de la Don generalul A. M. Kaledin⁠(d). În numele tuturor trupelor de cazaci, el a cerut înlăturarea completă a politicii din armată, unitatea pe front și în spatele frontului, pe baza ordinelor militare, restabilirea autorității comandanților, lichidarea comitetelor și sovietelor. Raportul comandantului suprem Kornilov era plin de relatări despre uciderea ofițerilor, jafuri și dezertări și despre demoralizarea de pe front. El a declarat că guvernul ar trebui să-și asume „desfășurareaa acțiunilor preconizate cu hotărâre și intransigență” pentru „redresarea situației pe front și în spatele lui”, „în numele victoriei”.

### Discursul lui Kornilov
La 26 august/8 septembrie 1917 generalul Kornilov a întreprins o încercare de a prelua întreaga putere pentru a lupta cu „organizațiile iresponsabile”. Rolul lui Kerenski în discursul lui Kornilov este până astăzi neclar: susținătorii generalului Kornilov considerau că acțiunile s-au desfășurat cu deplina autorizare a șefului guvernului, Kerenski, care însă și-a retras apoi sprijinul. Dreapta, în frunte cu generalul Kornilov, a pus la cale destructurarea nu numai a bolșevicilor, dar și a tuturor sovietelor. Este puțin probabil ca Kerenski să fi reușit să-și păstreze puterea în cazul presupusei victorii generalului Kornilov. Conform legendei populare, generalul Kornilov a promis „să-l spânzur de primul stâlp pe Lenin, și de doilea — pe Kerenski”.
„Nu sunt un contrarevoluționar. Am urât vechiul regim, care mi-a afectat grav familia. Nu este și nu poate fi o revenire la ce era. Dar avem nevoie de o putere care să salveze într-adevăr Rusia, care să poată pune capăt războiului cu onoare și să pună o Rusie în fața Adunării Constituante.”

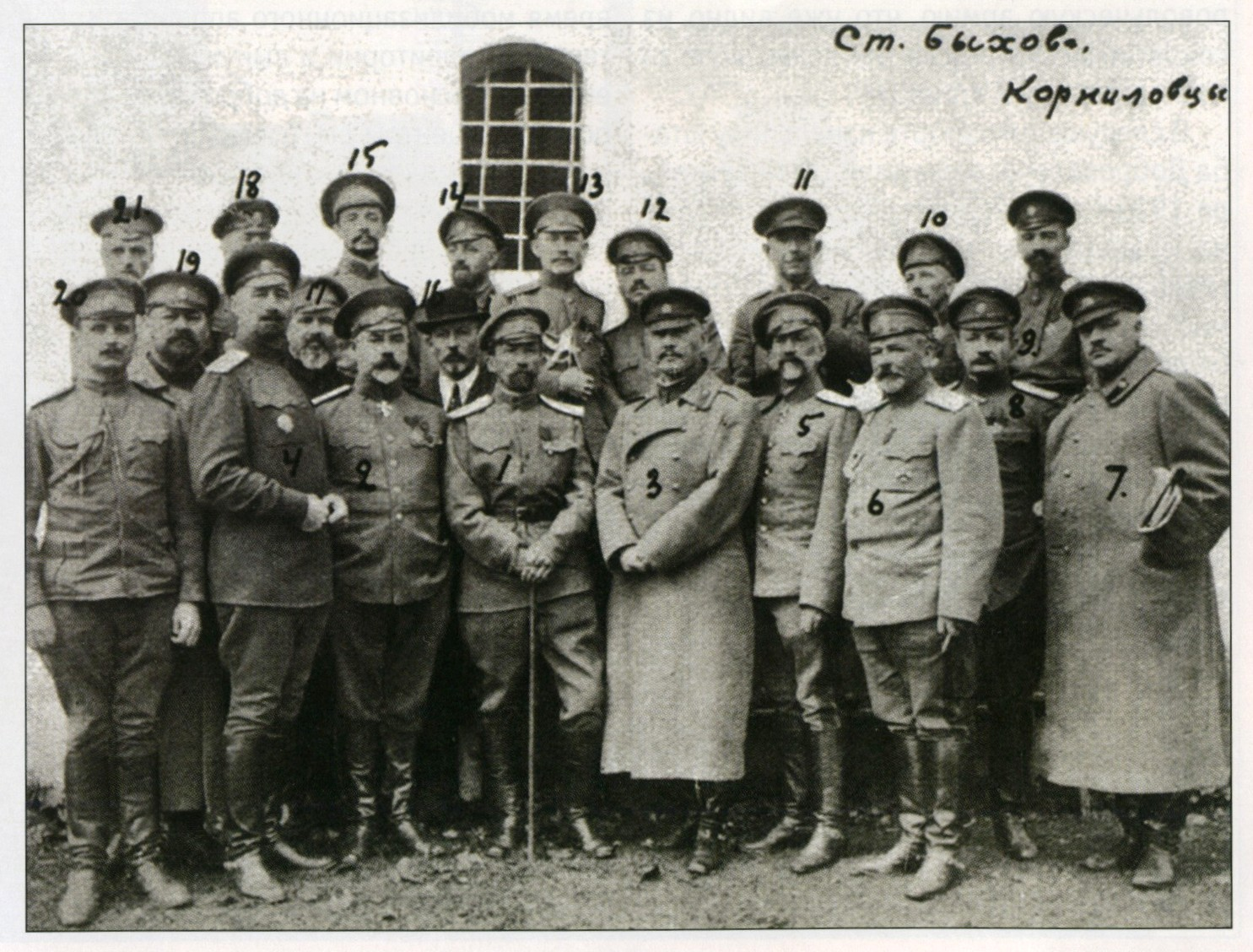
Generalii aleși pentru a participa la operațiunea lui Kornilov

La 27 august/9 septembrie 1917, Kerenski a calificat acțiunile generalului Kornilov drept rebeliune, a anunțat retragerea lui din post și s-a numit pe sine comandant suprem.
În cadrul proclamației sale, generalul Kornilov a denunțat discursul prim-ministrului drept minciuni, și a declarat că
„Vorbind deschis, eu, generalul Kornilov, declar că guvernul provizoriu acționează, sub presiunea majorității Sovietului bolșevic, în deplină concordanță cu planurile Statului Major german și, după viitoarea debarcare a forțelor inamice pe coasta Rigăi, ucide armata și frământă țara în interior.”
Generalul A. M. Krîmov a primit de la Kornilov ordin să înainteze cu Corpul III Cavalerie în Petrograd.
Kerenski a permis eliberarea de arme Gărzii Roșii bolșevice pentru a lupta cu korniloviștii. Comitetul Executiv a format un comitet de luptă populară cu contrarevoluționarii, care a mobilizat de până la 60 de mii de persoane în lupta cu korniloviștii; în întâmpinarea soldaților au fost trimiși agitatori bolșevici. Împotriva lui Kornilov s-au mobilizat și muncitorii feroviari. La 30 august/12 septembrie 1917, guvernul interimar i-a amnistiat pe bolșevici. La 3/16 septembrie 1917 Troțki a fost eliberat  de la „Krestî⁠(d)”.
Korniloviștii au fost învinși pentru că trupele Corpului III Cavalerie, supuse propagandei bolșevice, au refuzat să continue mișcarea la Petrograd. Kornilov și asociații săi au fost arestați, iar Krîmov s-a sinucis.

### Septembrie — octombrie 1917
În semn de solidaritate cu generalul Kornilov, Cadeții au demisionat, declanșând crize guvernamentale regulate. Rezultatul a fost instituirea la 1/14 septembrie 1917, a Directoratului⁠(d) („Afacerilor Cabinetului”) din cinci persoane, în frunte cu Kerenski și proclamarea Republicii Ruse. În septembrie 1917 au apărut și alte noi autorități: adunările democratice și Sfatul Provizoriu. La 26 septembrie/9 octombrie 1917 s-a format al treilea guvern de coaliție.
Până în noiembrie 1917, devenise evidentă incapacitatea Guvernului Provizoriu de a pune ordine în țară, care era cuprinsă de anarhie. Armata de pe front se dezintegra; în februarie-noiembrie 1917 au dezertat până la 1,5 milioane de soldați. Politica de rechiziții a eșuat, normele de pâine la Petrograd și la Moscova au fost reduse la o jumătate de livră de persoană pe zi. S-au amplificat brusc grevele din orașe și protestele proprietarilor de pământuri din sate.
În acest context, au proliferat „Sovietele Bolșevice” între august-octombrie 1917. La începutul lui noiembrie 1917, bolșevicii ocupau până la 90% din locurile Sovietului de la Petrograd, până la 60 % la Moscova, erau majoritari în 80 de Consiliile Locale din marile orașe industriale. La 17/30 septembrie 1917 președinte al Mossovietului a devenit bolșevicul Viktor Noghin⁠(d), iar la 15/28 august 1917 președinte al Petrosovietului a devenit Troțki, care fusese președinte al Petrosovietului în 1905. Comitetele militare au trecut de partea bolșevicilor, în primul rând, pe fronturile de nord și de vest, garnizoana Petrograd și flota de la Marea Baltică⁠(d). Al II-lea congres al deputaților flotei Baltice a adoptat o rezoluție că flota „nu se subordonează guvernului”, și a fost ales un comitet central bolșevic de stânga.
La începutul lui octombrie, din cei 974 de deputați ai sovietelor muncitorilor și soldaților din țară, 600 s-au pronunțat pentru înlăturarea Guvernului Provizoriu, și desființarea sistemului de „putere duală”. În același timp însă, bolșevizarea Sovietelor țărănești nu a reușit, din 455 de astfel de soviete, 264 neavând facțiuni bolșevice.
În luna octombrie, Lenin a revenit în secret la Petrograd. Deja de pe 15 septembrie începea activitatea de agitare a susținătorilor săi în vederea declanșării revoltei împotriva Guvernului Provizoriu. În urma revoltei din 25 octombrie, guvernul interimar s-a răsturnat.